# 히스다발
히스다발(bindle of His, BH :58; His bundle, HB :232, /hɪs/ "hiss"), 또는 히스속, 방실다발은 전기 신호를 전도하는 데에 특화된 심근 세포의 집합체이다. 심장 전기 전도계의 일부로서 심방과 심실 사이에 위치한 방실결절에서 다발가지를 통해 심장 꼭대기 지점의 섬유속(fascicular branch)으로 활동전위를 전달한다. 그 후 다발가지는 심실에 전기 신호를 전달하는 푸르키네 섬유로 이어져 심실의 심근이 일정한 간격으로 수축할 수 있도록 만든다.

## 기능
히스다발은 심방사이막의 앞아래쪽에 위치한 방실결절에서 심장의 심실로 전기 신호를 전달하는 심장 전기 전도계의 중요한 부분이다. 히스다발은 심실사이막을 따라 주행하는 왼쪽과 오른쪽의 다발가지로 갈라진다. 왼쪽 다발가지는 왼앞쪽 섬유속(좌전섬유속)과 왼뒤쪽 섬유속(좌후섬유속)으로 더 나누어진다. 이렇게 갈라진 다발가지와 섬유속은 푸르키네 섬유로 불리는 가는 신경섬유를 형성한다. 푸르키네 섬유는 전기 신호를 심실의 심근에 전달한다. 심실 전도계는 다발가지와 푸르키네 섬유로 구성된다. 전기 신호가 히스다발에서 심실의 심근으로 이동하는 데 약 0.03-0.04초가 소요된다.

## 임상적 중요성
심장의 전기 전도계를 구성하는 심근세포에 영향을 미치는 장애를 심장 차단이라고 한다. 심장 차단은 손상된 심근세포의 위치에 따라 여러 종류로 구분된다. 히스다발 내부나 아래쪽에 있는 전기 전도 세포가 손상된 경우를 'infra-Hisian block'이라고 한다. 구체적으로 오른쪽이나 왼쪽 다발가지에서 발생하는 차단을 다발가지차단(bundle branch block)이라고 하며, 왼앞쪽이나 왼뒤쪽 섬유속에서 발생하는 차단을 섬유속차단(fascicular block)이라고 한다. 오른다발가지와 왼앞섬유속이나 왼뒤섬유속이 모두 막힌 상태를 이섬유속차단(bifascicular block)이라고 한다. 또한 오른다발가지, 왼앞섬유속, 왼뒤섬유속이 모두 막힌 상태는 삼섬유속차단(trifascicular block)이라고 한다. Infra-hisian 차단이 발생하면 심방과 심실의 활동을 조정하는 심장의 능력이 제한되어 일반적으로 혈액을 펌프질하는 효율이 감소한다.

### 페이싱
2000년의 연구에서는 직접적인 히스다발 페이싱이 심장 꼭대기(심첨부) 페이싱보다 동기화된 심실 수축을 잘 일으켜 심장 기능을 개선하는 데 더 효과적이라는 사실을 발견했다.

## 어원
히스다발은 1893년에 처음 이 심장의 특수한 근육 다발을 발견한 스위스의 심장학자인 빌헬름 히스 주니어(Wilhelm His Jr.)의 이름을 따서 명명되었다.

## 같이 보기
- 방실결절
- 바흐만다발
- 켄트다발
- 푸르키네 섬유
- 굴심방결절

## 추가 자료
- “Long-term His-bundle pacing and cardiac function”. 《Circulation》 101 (8): 836–37. February 2000. doi:10.1161/01.cir.101.8.836. PMID 10694517.
- “Transvenous cryoablation of the bundle of His”. 《Pacing and Clinical Electrophysiology》 14 (4 Pt 1): 504–10. April 1991. doi:10.1111/j.1540-8159.1991.tb02821.x. PMID 1710054.
- “Surface recording of electrical activity from the region of the bundle of His”. 《The American Journal of Cardiology》 33 (3): 384–89. March 1974. doi:10.1016/0002-9149(74)90320-8. PMID 4591112.
- Kistin AD (May 1949). “Observations on the anatomy of the atrioventricular bundle (bundle of His) and the question of other muscular atrioventricular connections in normal human hearts”. 《American Heart Journal》 37 (6): 847–67. doi:10.1016/s0002-8703(49)90937-0. PMID 18119894.